# Plížení

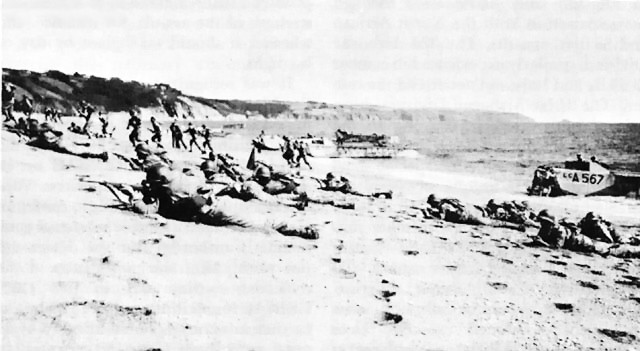
Skupina spojeneckých vojáků na plážích v Anglii připravující se na vylodění v Normandii

Plížení je forma pohybu, který slouží k nenápadnému přesunu z jednoho bodu do bodu druhého. Během plížení je kladen důraz na přízemní pohyb pomocí plazení po břiše, který znesnadňuje lokalizaci pohybujícího se tvora, ale jeho nevýhoda je pomalá rychlost.
Člověk plížení hojně využívá v armádě vojáky, kteří se snaží nenápadně přiblížit k nepříteli, či se vyhnout palbě. Mezi další živočichy, které využívají plazení, patří například plazi.